# Vittorio Piscopo
Vittorio Piscopo (Acerra, 24 ottobre 1913 – Napoli, 20 novembre 2004) è stato un pittore e scenografo italiano.
Fece parte nel 1933 del Movimento Futurista Napoletano insieme a Carlo Cocchia ed altri. Fu tra i maggiori esponenti del circumvisionismo, movimento di avanguardia partenopeo negli anni del fascismo.

## Biografia
Pittore e scenografo frequenta a Napoli l'Istituto d'Arte e l'Accademia di Belle Arti, ove completa gli studi di scenografia.
Nel 1933 una prima importante mostra al Caffè dello Sport in Galleria Umberto I a Napoli lo consacrò accanto a Carlo Cocchia e Guglielmo Roehrssen, tra i fondatori di un movimento artistico definito Futurismo Partenopeo, che finalmente conferiva alla città di Napoli un degno posto nell'arte contemporanea dell'epoca.
Ha esposto dal 1933 in poi in numerose manifestazioni in Italia e all'estero: Vienna, Cannes, Londra, New York, Monaco, Tunisi ed ancora Roma, Bologna, Milano, Firenze, Torino, Genova, Ravenna, Ferrara e San Remo.
Ha vinto numerosi premi: Premio Ministero della Pubblica Istruzione, Roma 1939, Mostra Italo-tedesca, Vienna 1939, Premio di scenografia Teatro San Carlo di Napoli 1942, Premio Mostra dello Sport Olimpiadi di Londra 1948, Premio Marzotto 1953, Premio Gemito Napoli 1960 ed altri ancora.
Sue opere figurano presso numerose gallerie pubbliche e private in Italia, Francia, Inghilterra, Stati Uniti, Brasile, Germania, Austria, Australia e Canada.
Ha ricevuto, durante la sua lunga attività, numerosi riconoscimenti dal Presidente della Repubblica.

## Stile artistico e temi
Famoso per le sue opere, annoverate nella storia del futurismo partenopeo, lo stile artistico di Piscopo si può definire estremamente nostalgico. La variazione dei colori è molto evidente in quasi tutte le sue opere, ove ognuna assume un significato in base alla tonalità dipinta. I temi trattati dall'artista napoletano sono principalmente la natura dell'uomo, la solitudine e la malinconia. È difatti solito fare uso di colori caldi e accesi, ma a anche colori scuri e spenti.

## Opere
- Cifra originaria, 1931
- Orchestrazione, 1931
- Il Congresso, 1932
- Ingranaggio rurale, 1932
- Atleti in corsa, 1932
- Cavalcata, 1933
- Voli di Guerra, 1934
- Cavalli e Cavalieri, 1939
- Mammiferi di lusso, 1939
- Palloncini al caffè, 1940
- Intrecci nel verde, 1947
- Pistards, 1947
- Mitologia Napoletana, 1970 Le tre Marie
- Carnevale Napoletano, 1980
- La Civiltà del Cavallo, 1983
- Dissolvenza, 1984
- Domatori di cavalli, 1984
- I Mostri dell'Ingegneria Genetica, 1984
- Dimensione Spaziale, 1986
- La poetica dell'inconscio, 1988
- Uno, nessuno, centomila (omaggio a Pirandello), 1988
- Ingranaggi, 1989
- Teatrale scenico, 1990
- Alla conquista del pallone d'oro, 1990
- La musica dei rumori, 1991
- Frenesia di Carnevale 1994
- L'Universo degli enigmi, 1994
- Pulcinella, 1996
- La Musica dei rumori, 1996
- Floreale, olio, 1978